# Petar Pušić
Petar Pušić, né le 25 janvier 1999 à Schaffhouse, est un footballeur suisse, qui joue au poste de Milieu offensif au NK Osijek.

## Biographie

### En club
Son poste de prédilection est milieu offensif. Petar a évolué durant sa carrière exclusivement en Suisse. Il évolue actuellement au NK Osijek.